# Dipcadi fesoghlense
Dipcadi fesoghlense là một loài thực vật có hoa trong họ Măng tây. Loài này được (Solms) Baker mô tả khoa học đầu tiên năm 1898.